# 宋朝体
宋朝体（そうちょうたい）とは、中国の宋代において木版印刷に用いられた楷書の印刷書体、あるいは近現代において活版印刷に用いられている印刷書体。後者の書体は中国では仿宋体（ほうそうたい）と呼ばれている。

## 木版
唐代に興起した木版印刷術が宋代において隆盛した際、著者の自筆を彫刻するのではなく、能書家の書風に倣って書体の様式を統一するようになった。それは刊行地ごとの独自の書体を生むことになり、蜀刊本（四川刊本）では顔真卿の書風（顔体）、浙江刊本では欧陽詢の書風（欧体）、福建刊本では柳公権の書風（柳体）に近似していた。

### 浙江刊本
北宋の浙江刊本は「写刻本」と呼ばれ、より写本に近い書体であった。臨安に遷都した南宋時代、当初は写刻本の覆刻（かぶせ彫りのこと）や模刻であったが、やがて唐宋名家の詩文や隨筆といった文学作品を主として刊行するようになり、そのうち臨安の棚北大街にあった民間書店が刊刻したものを「書棚本」という。書棚本は写刻本を継承しつつもより簡潔で視覚的に整えられた彫刻書体を用いた。書棚本のうち陳起の陳宅書籍舖が刊行したものが最も多く、後世に広く影響を与え、明代中期にその書体を模倣した仿宋版が刊行された。その書体がいわゆる宋朝体・仿宋体である。

## 近代活字
上記のように宋朝体は南宋、陳起の陳宅書籍舖が刊行した臨安書棚本に由来する。
日本のいわゆる宋朝体活字は、昭和4年（1929年）、名古屋の津田三省堂らが上海・中華書局の聚珍仿宋版をもとに製造した「宋朝体」を始めとする。縦に細長い「長宋体」と縦横同じ幅の「方宋体」が作られた。後に大阪の森川龍文堂が上海・商務印書館をもとに導入した「龍宋体」を作った。